# Бенедико, Аугусто
Аугу́сто Перес Лиас, более известен как Аугусто Бенеди́ко (исп. Augusto Perez Lias, mas conocido como Augusto Benedico; 20 декабря 1909, Аликанте, Испания — 19 января 1992, Мехико, Мексика) — мексиканский актёр золотого периода мексиканского кинематографа, сценарист.

## Биография
Родился 20 декабря 1909 года в Аликанте (Испания). Получил юридическое образование. Уже в студенческие годы начал интересоваться театром.
В феврале 1939 года был арестован и помещен в концентрационный лагерь во Франции. Затем после освобождения решил иммигрировать в Мексику.  На борту корабля «Mexique» спустя 5 месяцев он прибыл в порт Веракрус. Долгое время Аугусто не мог найти работу по профессии.
В 1949 году Аугусто Бенедико дебютировал в фильме «Venenosa, La». С этих пор его жизнь была связана с кинематографом. С 1958 года работал на телевидении.
Скончался 19 января 1992 года в Мехико.

## Творчество

### Кино
Карьера Аугусто Бенедико в кинематографе началась в 1949 году с фильма «Venenosa, La». За годы работы он принял участие в более чем 50 фильмах. Он работал со многими известными актёрами (например, фильм «The Big Cube» (1969) c Ланой Тёрнер) и режиссёрами (с Луисом Буньюэлем в фильме «Ангел-истребитель» (1962)).
В 1971 году принял участие в съёмках фильма «Есения» с Жаклин Андере, получившего известность во многих странах, в том числе и СССР.
- 1949 — «La Venenosa»
- 1959 — «Yo pecador»
- 1959 — «Лихорадка пришла в Эль-Пао» / «El fevre monte a el Pao» — Саэнс
- 1962 — «Ангел-истребитель» / «El angel exterminador» — Карлос Конде
- 1962 — «Санта против женщины-вампира» / «Santo vs las mujeres vampiro» — Профессор Орлофф
- 1969 — «The Big Cube» — Доктор Лоренц
- 1971 — «El cielo y tu»
- 1971 — «Есения» / «Yesenia»
- 1986 — «Абсалон» / «Absalon» — Давид

### Теленовеллы
В 1958 году на мексиканском телевидении начались съёмки первой теленовеллы «Senda prohibida» c Сильвией Дербес. Одну из ролей исполнил Аугусто Бенедико.
Российскому зрителю Аугусто Бенедико известен благодаря роли дона Альберто Сальватьерра в сериале «Богатые тоже плачут» (1979), а также ролью дедушки Есении в одноименном кинофильме.
- 1958 — «Senda prohibida»
- 1961 — «La leona»
- 1961 — «El enemigo»
- 1962 — «Sor Juana Inés de la Cruz»
- 1962 — «Janina»
- 1963 — «Eugenia»
- 1970 — «Magdalena»
- 1970 — «Yesenia» — дон Хулио
- 1974 — «Muneca» — Алехандро
- 1974 — «Mundo de juguete»
- 1977 — «Marcha nupcial»
- 1979 — «Богатые тоже плачут» — дон Альберто Сальватьерра
- 1984 — «Eclipse»
- 1985 — «Vivir un poco» — падре Бенигно
- 1989 — «Carrusel» — дон Фермин
- 1992 — «Destinos»
  - «El secreto» — дон Фернандо Кастильо Сааведра
  - «La carta» — дон Фернандо Кастильо Сааведра